# Pleistodontes cuneatus
Pleistodontes cuneatus är en stekelart som beskrevs av Wiebes 1990. Pleistodontes cuneatus ingår i släktet Pleistodontes och familjen fikonsteklar. Inga underarter finns listade i Catalogue of Life.